# Merindad de Río Ubierna
Merindad de Río Ubierna és un municipi de la província de Burgos, a la comunitat autònoma de Castella i Lleó.

## Localitats que el componen
| Codi INE | Nom                       | Superfície (Has) | Habitants 1970 | Habitants 1975 |  |
| -------- | ------------------------- | ---------------- | -------------- | -------------- |  |
| 09097    | Celadilla-Sotobrín        | 6.093            | 157            | 122            |  |
| 09099    | Cernégula                 | 2.398            | 79             | 50             |  |
| 09147    | Gredilla la Polera        | 3.125            | 157            | 119            |  |
| 09161    | Hontomín                  | 2.294            | 174            | 157            |  |
| 09205    | Masa                      | 4.345            | 130            | 57             |  |
| 09222    | La Molina de Ubierna      | 2.294            | 118            | 112            |  |
| 09291    | Quintanarruz              | 2.146            | 60             | 33             |  |
| 09299    | Quintanilla-Sobresierra   | 3.799            | 175            | 114            |  |
| 09370    | Sotopalacios              | 594              | 275            | 211            |  |
| 09397    | Ubierna                   | 2.491            | 220            | 189            |  |
| 09453    | Villanueva de Río Ubierna | 819              | 186            | 135            |  |
| 09468    | Villaverde Peñahorada     | 1.424            | 138            | 87             |  |
|          | Total                     | 31.822           | 1.869          | 1.386          |  |

## DemografIa
| 1991 |  | 1996 |  | 2001 |  | 2004 |  | 2005 |  | 2006 |
| ---- |  | ---- |  | ---- |  | ---- |  | ---- |  | ---- |
| 1117 |  | 1253 |  | 1330 |  | 1389 |  | 1369 |  | 1362 |